# Square Suzanne-Buisson
Square Suzanne-Buisson je square v Paříži v 18. obvodu.

## Historie
Square se nachází na místě bývalého zámeckého parku. Bylo pojmenováno po francouzské političce a odbojářce Suzanne Buisson (1883-?), která bydlela v sousední ulici Rue Girardon č. 7.